# アンナ・スタンレー
アンナ・スタンレー（Anna Huntington Stanley、1864年4月20日 - 1907年2月25日）はアメリカ合衆国の画家である。オランダの風景や人々を描いた作品を残した。

## 略歴

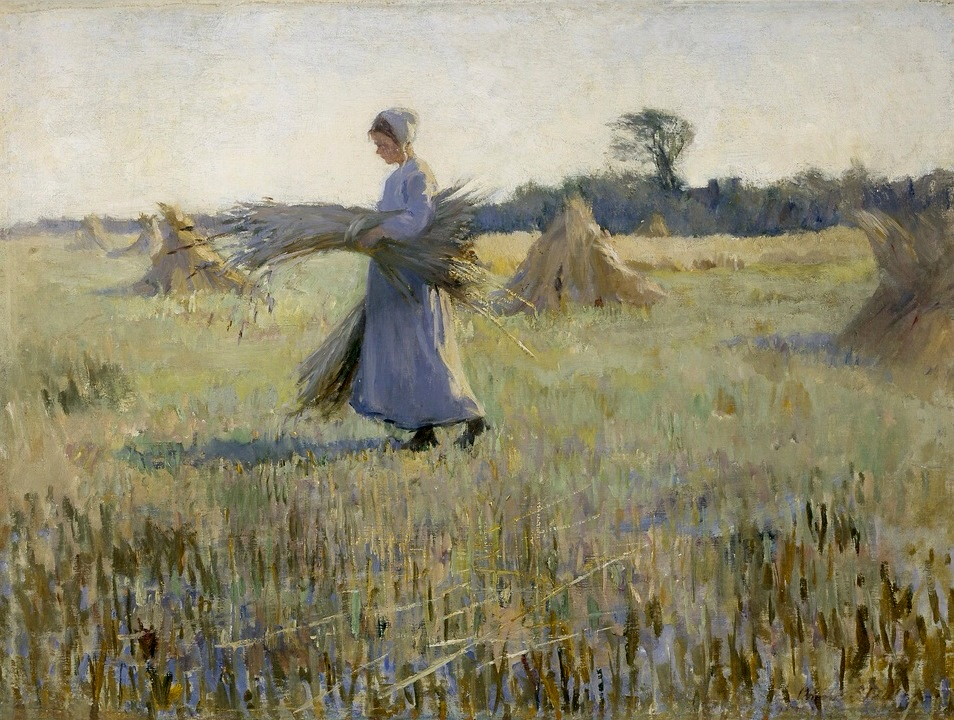
麦束を持つ少女(1895)

オハイオ州、グリーン郡のYellow Springsで生まれた、父親は南北戦争のフランクリンの戦いで、重要な働きをして名誉勲章を受勲した軍人のデーヴィッド・S・スタンレー(David S. Stanley:1828-1902)であり、多くの軍の高官を輩出する一家で育った。幼いころから絵の才能を示し、オランダの巨匠の作品の写真を模写して絵を学んだ。1882年から1885年の間、フィラデルフィアのペンシルベニア美術アカデミーでトマス・エイキンズやトマス・アンシュッツに学んだ。1887年にパリに渡り、アカデミー・ジュリアンに学んだ。前年にアカデミー・ジュリアンに入学したオランダ生まれでシカゴで育った画家のジョン・ヴァンダーポール(John Vanderpoel:1857–1911)の指導も受けた。アカデミー・コラロッシでも学び、ジャン＝アンドレ・リクセンに指導を受けた。1888年と1889年のサロン・ド・パリに作品を出展したとされる。
1888年と1889年の夏に、ジョン・ヴァンダーポールとアメリカ出身のアカデミー・ジュリアンの学生たちと、ヴァンデルポールの両親の家のあったRijsoord(オランダ南ホラント州のリッデルケルクにある)に滞在し、ヴァンダーポールの指導を受け、オランダの風景を描いた。オランダの風景を描いた絵画は、アメリカの絵画市場でも人気のある題材であった。スタンリーも明るい色合いの印象派のスタイルで、オランダの風景や女性や子供を描いた。
1889年の11月にアメリカに帰国したが、1895年にもRijsoordを訪れた。1896年に軍人と結婚し2人の子供が生まれた。1901年から1903年の間は夫の任務のためにフィリピンに住んだ。この頃、朝鮮や日本も訪れた。アメリカに帰国後、ペンシルベニア州のチェスターで家族と住んだが、1907年に肺炎で死去した。

## 作品

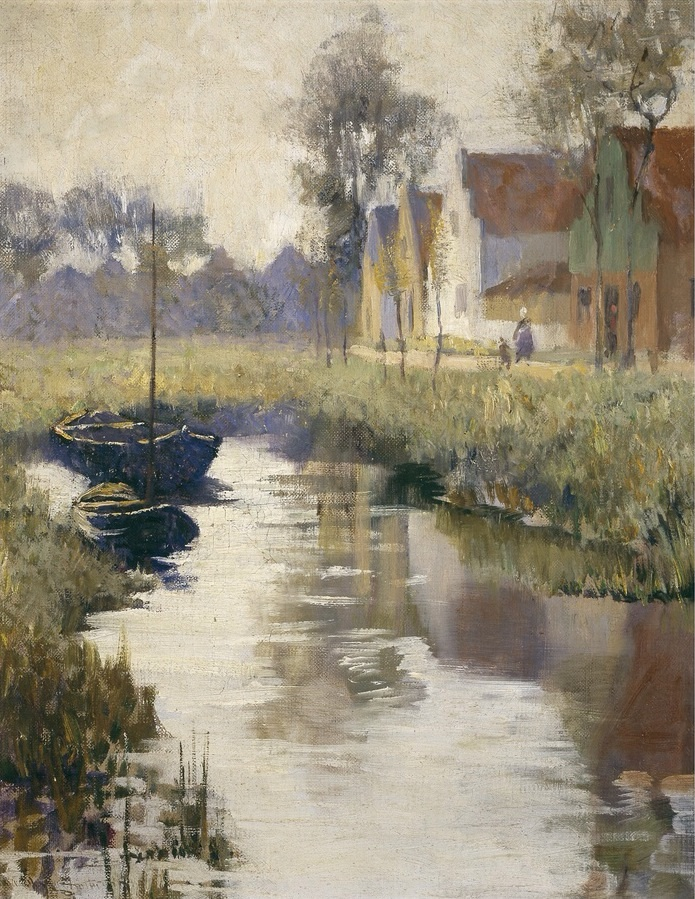
運河沿いの家 (1896)
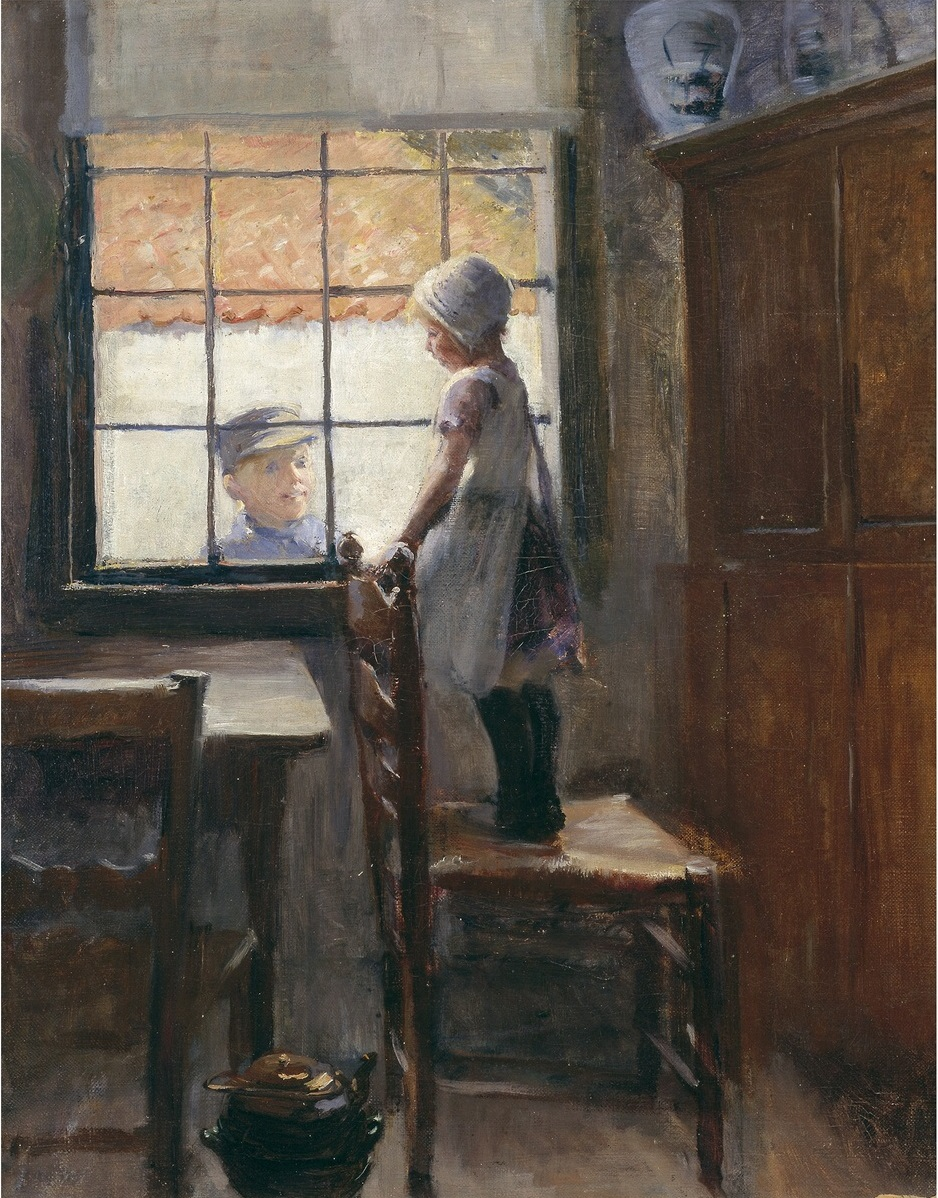
窓際の少年と少女 (1888/1889)
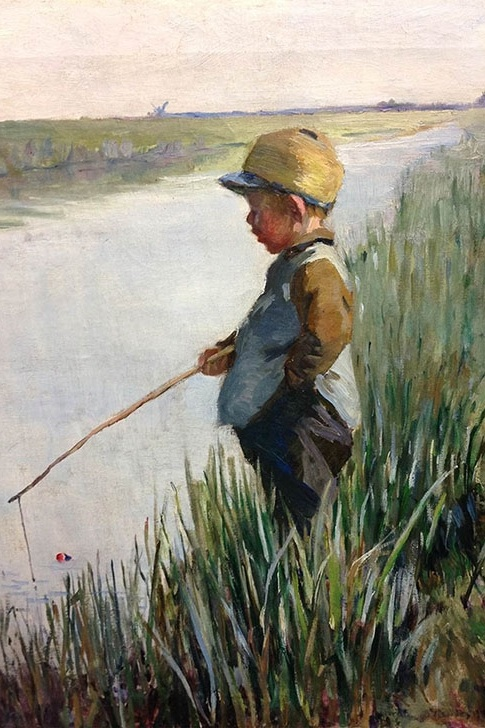
小さい漁師　(1888/1889)
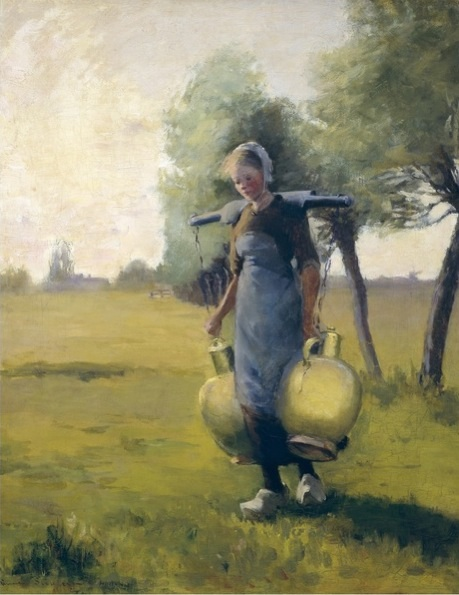
ミルク運び (c.1895)